# Jean-Toussaint Desanti
Jean-Toussaint Desanti (geboren 8. Oktober 1914 in Ajaccio; gestorben 20. Januar 2002 in Paris) war ein französischer Philosoph.

## Leben
Jean-Toussaint Desanti war ein Sohn von Jean-François Desanti und Marie-Paule Colonna. Er studierte Philosophie bei Jean Cavaillès. 1937 heiratete er die Journalistin Dominique Persky (1914–2011). In der Zeit der deutschen Besetzung Frankreichs waren beide Mitglieder der Résistance und traten 1943 der Parti communiste français (PCF) bei. Sie traten 1956 aus der Partei aus.
Desanti unterrichtete Philosophie an der École normale supérieure in Paris, am Lycée Lakanal, an der École normale supérieure Lettres et sciences humaines und an der Sorbonne. Unter seinen Studenten waren Michel Foucault und Louis Althusser.

## Werke (Auswahl)
- Introduction à l'histoire de la philosophie (1956)
- Phénoménologie et praxis (1963)
- Les Idéalités mathématiques. Recherches épistémologiques sur le développement de la théorie des fonctions de variables réelles (1968)
- La philosophie silencieuse ou critique des philosophies de la science (1975)
- Le philosophe et les pouvoirs. Entretiens avec Pascal Lainé et Blandine Barret-Kriegel (1976)
- Un destin philosophique (1982)
- Réflexions sur le temps (Variations philosophiques 1). Conversations avec Dominique-Antoine Grisoni (1992)
- Philosophie : un rêve de flambeur. (Variations philosophiques 2) Conversations avec Dominique-Antoine Grisoni (1999)
- mit Dominique Desanti: La liberté nous aime encore. 2001
- La peau des mots. Réflexions sur la question éthique. Conversations avec Dominique-Antoine Grisoni (2004)
- Une pensée captive. Articles de „La Nouvelle Critique“ (1948–1956) (2008)